# むつ市立大畑中学校
むつ市立大畑中学校（むつしりつおおはたちゅうがっこう）は、青森県むつ市の旧下北郡大畑町域にある公立中学校。むつ市立大畑小学校、正津川小学校と施設分離型（4・3・2制）小中一貫教育を行っている。

## 沿革
- 1947年（昭和22年）
  - 4月1日 - 大畑小学校校舎に併設する形で開校。同日、佐助川分校設置。
  - 4月21日 - 開校式挙行。
- 1949年（昭和24年）10月30日 - 新校舎第一期工事が竣工し、大畑小学校より移転。
- 1951年（昭和26年）
  - 3月31日 - 新校舎第二期工事竣工。
  - 4月1日 - 佐助川分校が、昇格・独立し、大畑町立佐助川中学校となる。
- 1952年（昭和27年）3月25日 - 第三期工事竣工。
- 1955年（昭和30年）4月1日 - 大畑町立正津川中学校分離設置。
- 1961年（昭和36年）10月5日 - 新校舎第四期工事落成。
- 1964年（昭和39年）12月24日 - 新校舎第五期工事落成。
- 1972年（昭和47年）4月15日 - 第1回大畑町立志式挙行（大畑町管内中学校3年生対象）[2]
- 1974年（昭和49年） - この年から翌年にかけて新校舎建設し、完成[3]。
- 1976年（昭和51年）
  - 4月8日 - 正津川中学校と佐助川中学校を統合。正津川地区と佐助川地区から通う生徒には、スクールバスを運行[4]。
  - 日付不明 - 新体育館完成[3]。
- 1988年（昭和63年） - 武道場完成[3]。
- 2005年（平成17年）3月14日 - 大畑町のむつ市への合併により、むつ市立大畑中学校と改称。

## 生徒数
2023年（令和5年）5月1日現在
| 学年 | 1年 | 2年 | 3年 | 特別支援 | 合計 |
| ---- | --- | --- | --- | -------- | ---- |
| 学級 | -   | -   | -   | -        | -    |
| 生徒 | 47  | 20  | 39  | 2        | 108  |

## 周辺
- 大畑学校給食センター
- 認定こども園こすもす幼稚園
- 兎沢町内会館
- 国道279号
- 兎沢スキー場